# The Search for Animal Chin
The Search for Animal Chin é um filme de skate, de 1987  que apresenta os membros da Bones Brigade, famosa marca de skate dos Estados Unidos.
A obra é um dos primeiros filmes de skate com enredo, em vez de simplesmente uma coleção de manobras de skate, ou de skate em vídeos musicais.
Uma primeira versão do roteiro de John Smythe, intitulado "The Quest for Rollersurfing Chang Animal", foi danificado. O produtor, diretor, documentarista, empresário e ex-skatista profissional Stacy Peralta (ex-membro do famoso Z-Boys) descaracterizou o nome do personagem-título "Animal Chang" e o transformou em "Chin Animal". O novo nome agradou tanto que o título do filme e o nome do personagem foram alterados oficialmente.

## Sinopse
O filme, produzido em 1987, é estrelado pelos skatistas profissionais Tony Hawk, Steve Caballero, Mike McGill, Lance Mountain, Tommy Guerrero, Rodney Mullen e Mike Vallely, quando eles ainda eram adolescentes, e membros da famosa marca de skate "Bones Brigade".
O filme se passa em viagens ao redor da Califórnia, Nevada e Havaí, onde em diferentes locais os  adolescentes skatistas se aventuram  à procura de um velho chinês conhecido como Won Ton "Animal" Chin.
Com um estilo "nômade old-school", uma espécie de "on the road" sobre skate, o filme se desenrola com diferentes acontecimentos ao longo do caminho, sempre entrelaçados com interlúdios de muito skate pelas ruas e manobras em grandes half pipes, bowls e kicker's.

## Elenco
Bones Brigade:
- Tony Hawk – como ele mesmo
- Steve Caballero – como ele mesmo
- Mike McGill – como ele mesmo
- Lance Mountain – como ele mesmo
- Tommy Guerrero – como ele mesmo
- C. R. Stecyk, III – Emerson "Won Ton Animal" Chin – como ele mesmo (creditado como Emerson Chin)

O filme também inclui:
- Cena em São Francisco: Jim Thiebaud, Jesse Martinez, Bryce Kanights e Doug Smith
- Cena em Bakersfield: Chris Borst, Bobby Reeves, Charlie Dubois, Ray Underhill, Adrian Demain, Donny Griffin e  Kevin Lambert
- Cena em Rad Party: Mike Vallely, Rodney Mullen, Per Welinder, Natas Kaupas, Arron Murray, Kevin Harris e Johnny Rad

Em papéis fora do skate estão:
- Skip Engblom (como segurança)
- Gerrit Graham (como Alan Winters, o chefe de Slash Skates).